# カール・ヌードストローム
カール・ヌードストローム（Karl Nordström、1855年7月11日 - 1923年8月16日）は、スウェーデン人の画家である。

## 解説
ヌードストロームは、スウェーデン美術において「ジャポニスト」の要素を受け入れた初期の画家の一人とされている。彼は1882年、ノルウェーの画家クリスティアン・クローグとともにパリでの第7回印象派展を訪れている。フランス美術の影響のもとにジャポニスムを吸収していき、のちの風景画には日本の木版画にじかに触れたことが窺える特徴が見える。たとえば1887年の『ホガ地方から、ショーン』では、鳥の止まっている枝を画面の手前に描き、遠景と対比させているが、これはジャポニスムの典型的な特徴である。
ヌードストロームは1880年代はフランスのパリ郊外の村グレ＝シュル＝ロワンに滞在していた。ここは芸術家が多く集まる場所で、特にこの頃は北欧出身の芸術家が多くいた。彼らの中心になっていたのがヌードストロームと画家カール・ラーションであった。ヌードストロームは1982年に前述のクローグとともにグレー村を訪ねたことがあり、ラーションに村のことを教えている。ヌードストロームはこの村で多くの作品を制作した。
1892年に画家のリッカルド・ベリが購入したゴーギャンの絵画から啓示を受けたヌードストロームは、ベリ、ニルス・キュレーゲルとともに、スウェーデン西海岸にあるヴァールベリで1893年から1896年にかけて過ごし、作品制作を重ねて総合主義的様式を発展させた。

## 主な作品

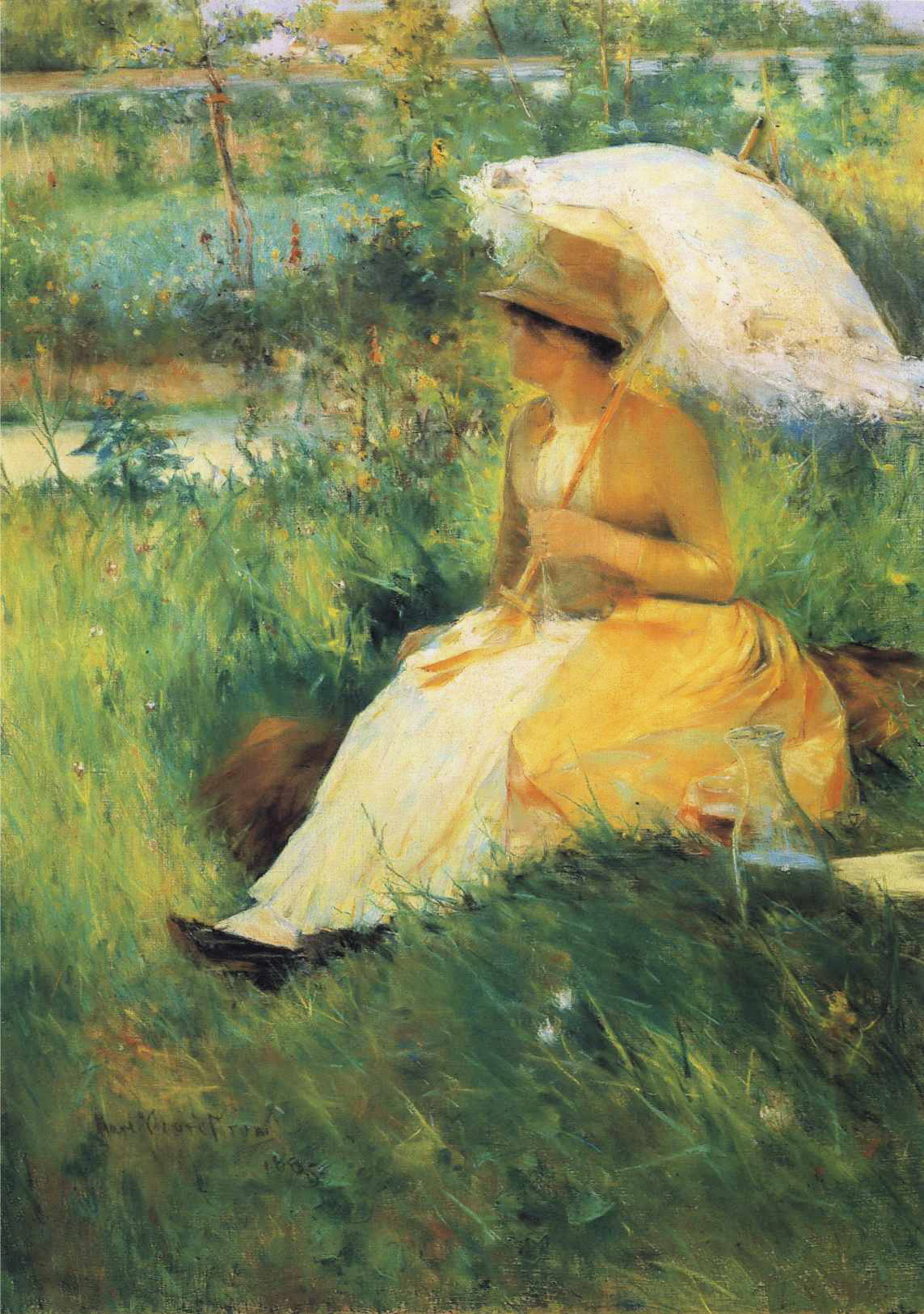
『Min fru』（1885年）
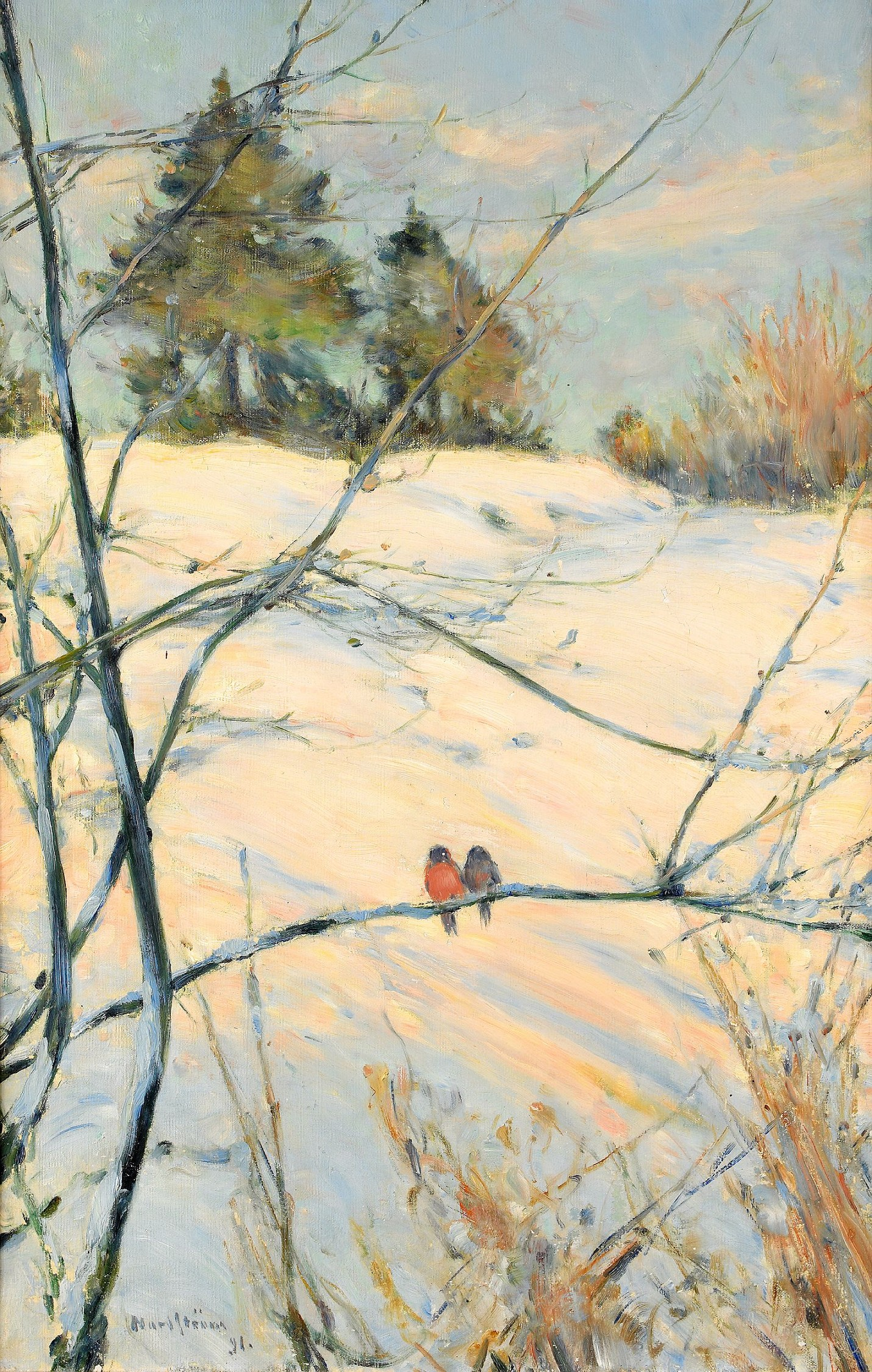
『Vinterbild från Skansen』（1891年）この絵画にも、手前の鳥の止まった枝と遠景との対比の構図がみられる。
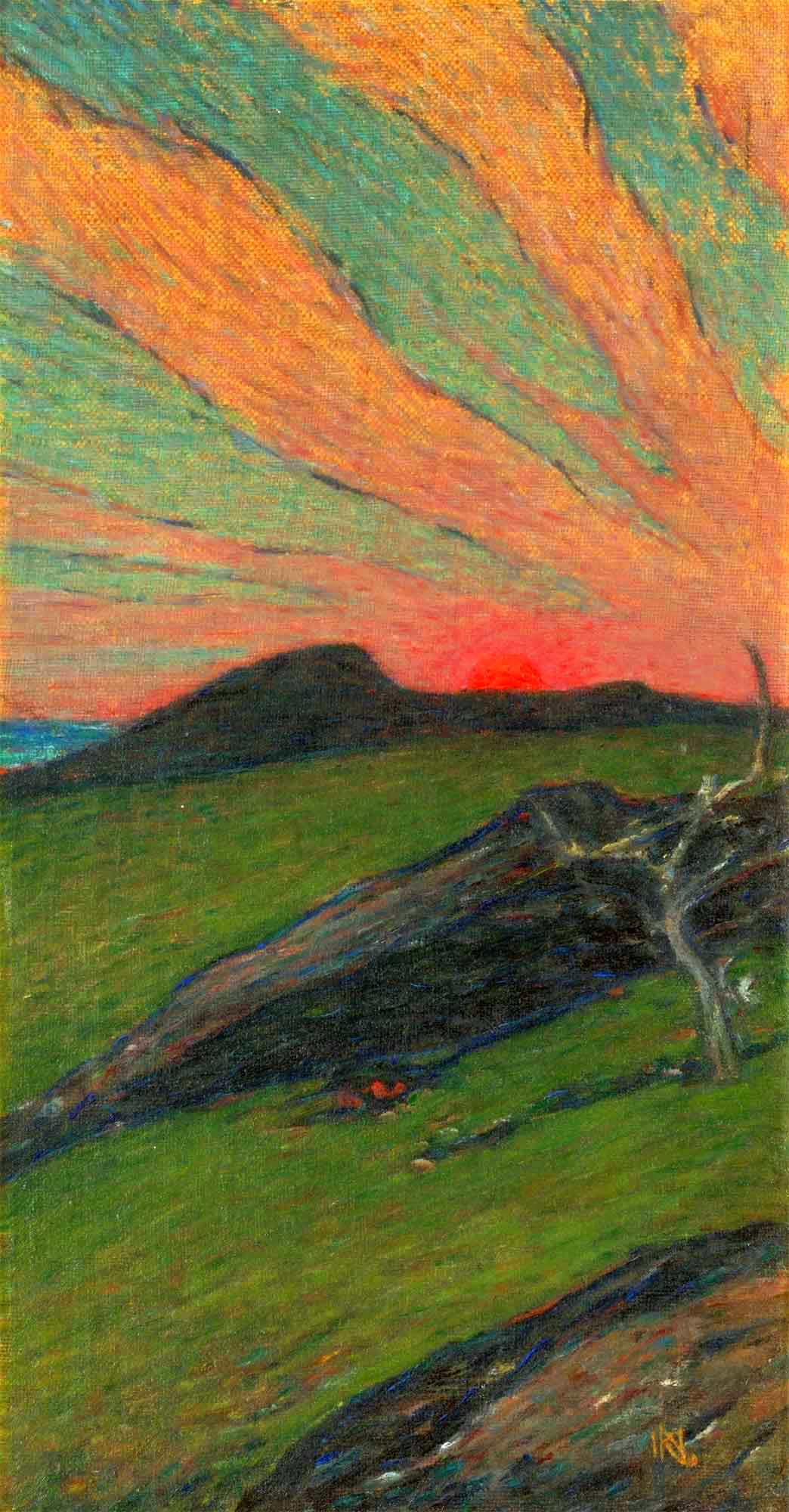
『Solnedgång över Västerhavet』（1899年）